# Pontus de Tyard

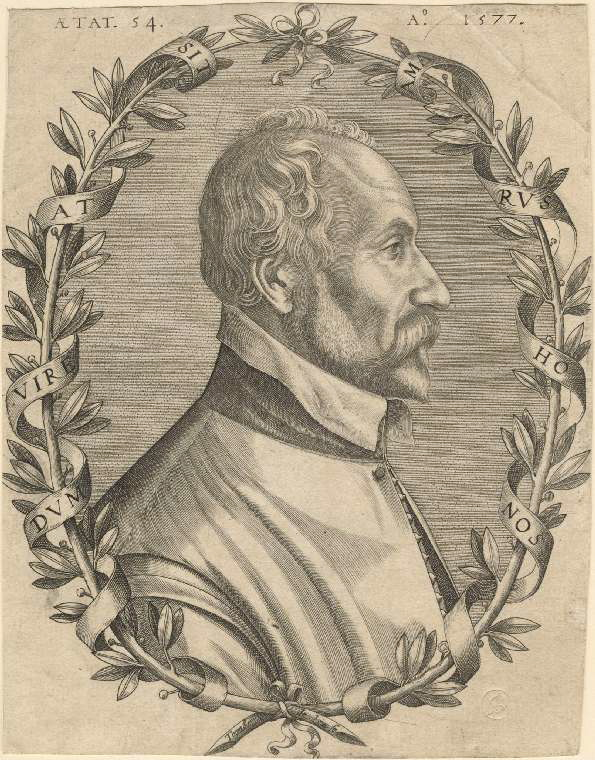
Pontus de Tyard representado en un grabado de 1577, obra de Thomas de Leu (1560-1612).

Pontus de Tyard 1521 - 1605, poeta francés, nació en 1521 en el castillo de Bissy-sur-Fley. Pertenecía a una rica familia de la región de Borgoña. Siguió la carrera eclesiástica, llegando a ser obispo de Chalon-sur-Saône en 1578. 
Se le considera miembro de la llamada Escuela Lionesa de poesía, aunque este grupo de poetas (Maurice Scève, Louise Labé y Pernette du Guillet entre otros) no hayan constituido nunca un grupo organizado, a la manera, por ejemplo de lo que fue el grupo liderado por Ronsard y Du Bellay, La Pléyade (Francia), de la que también formó parte Pontus.
Además de poeta, y como muchos de los hombres cultos de su época, cultivó las ciencias y la filosofía, siendo quizás el mejor representante del neoplatonicismo francés en el siglo XVI.
En 1549 se publicó de forma anónima en Lyon el que es considerado primer libro de poemas de Pontus de Tyard, Los errores amorosos (Les Erreurs amoureuses). En sus versos, al igual que en la de muchos de sus contemporáneos, destaca la fuerte influencia que ejerce la poesía de Petrarca, del que además tradujo numerosos poemas. También es considerable la influencia en Pontus de Tyard de la obra maestra de su amigo Scève Delia. La Pasitea, a la que están dedicados estos versos, tal vez se podría identificar con Louise Labé, ideal platónico en el que conjuga la belleza física y la moral.
El estilo de Pontus de Tyard, a veces rebuscado y artificial, será denostado por los seguidores de Malherbe, que era partidario de una poesía menos efectista. 
Pontus de Tyard publicó en 1551 un Canto alabando a todos los poetas contemporáneos: Marot, Mellin de Saint-Gelais, Maurice Scève, Ronsard y Du Bellay.
A partir de 1560 colaboró y formó parte del grupo de La Pléyade, aunque el hecho de que no residiera en París hizo que su contacto con el grupo sea bastante ocasional.
Cuando alcanza la dignidad episcopal en 1578 abandona la poesía, centrándose desde ese momento en la filosofía y en la religión. Murió en sus posesiones de Bragny-sur-Saône en 1605.